# Verena Usemann
Verena Usemann (geb. 26. März 1981 in Hamburg) ist eine deutsche Opern- und Konzertsängerin der Stimmlage Mezzosopran.

## Leben
Als Kind lernte sie zunächst Cello und Klavier, bevor sie mit 18 Jahren ihre Gesangsausbildung bei Ulla Groenewold (Hochschule für Musik und Theater Hamburg) begann. Sie studierte an der Hochschule für Musik und Theater „Felix Mendelssohn Bartholdy“ Leipzig bei Regina Werner-Dietrich  sowie an der Universität für Musik und darstellende Kunst Wien bei Claudia Visca.
Bereits während ihrer Ausbildung stand sie auf der Bühne, z. B. als „Zweite Dame“ in Die Zauberflöte in Ulm, als „Ruggiero“ in Alcina in Leipzig sowie als „Prinz Orlowsky“ in Die Fledermaus in Wien. Sie wirkte auch bei Max-Reger-Tagen in Weiden und auf dem Beethoven-Festival in Bonn mit. Als „Hänsel“ in Hänsel und Gretel gastierte sie beim Qatar Philharmonic Orchestra in Doha und als „Dorabella“ in Mozarts Così fan tutte beim Opernfestival Gut Immling.
Von 2008 bis 2010 war sie am Theater für Niedersachsen engagiert, von 2010 bis 2017 am Landestheater Coburg, wo sie in vielen wichtigen Partien ihres Faches auf der Bühne stand, u. a. als „Rosina“ (Der Barbier von Sevilla), „Romeo“ (I Capuleti e i Montecchi), „Melisande“ (Pelleas und Melisande), „Octavian“ (Der Rosenkavalier), „Cherubino“ (Figaros Hochzeit), „Dido“ (Dido und Aeneas).
Verena Usemann lebt in Berlin, ist verheiratet und hat drei Kinder. Sie ist im Vorstand des Vereins Bühnenmütter e.V. tätig.